# Joop Goudsblom
Johan (Joop) Goudsblom (Bergen, 11 oktober 1932 – Amsterdam, 17 maart 2020) was een Nederlands socioloog, die vooral bekend werd als de pleitbezorger van het werk van Norbert Elias en door zijn werken over lange-termijnontwikkelingen.

## Leven
Johan (roepnaam: Joop) Goudsblom werd geboren te Bergen, Noord-Holland. Kort na zijn geboorte verhuisde hij met zijn ouders naar Krommenie, waar zijn vader hoofd van de muloschool werd en Joop opgroeide. Al op zestienjarige leeftijd deed hij onderzoek in het Rijksarchief in Haarlem naar de geschiedenis van Zaanse molens en schreef daarover in plaatselijke bladen. Op dezelfde leeftijd won hij een landelijke opstelwedstrijd, met als beloning een verblijf van twee maanden in Engeland. Na zijn eindexamen kreeg hij een beurs voor een jaar in de Verenigde Staten, waar hij ging studeren aan de Wesleyan University in Middletown, Connecticut.
Van 1951 tot '57 studeerde hij sociale psychologie en pedagogiek aan de Universiteit van Amsterdam. In die tijd maakte hij ook deel uit van de redactie van het studentenblad Propria Cures (1955-1957), waarin hij behalve onder eigen naam ook onder een hele reeks pseudoniemen schreef. Hij behoorde tot de oprichters en eerste redacteuren van het literaire tijdschrift Tirade (1957), waarvan hij ook de naam bedacht. Toch besloot hij de sociologie te verkiezen boven de literatuur. Van 1968 tot 1997 was hij hoogleraar sociologie aan de Universiteit van Amsterdam. Ook heeft hij gasthoogleraarschappen bekleed aan de universiteiten van Konstanz (1975) en Exeter (1988). Vanwege zijn verdiensten werd hij bij zijn emeritaat in 1997 benoemd tot Ridder in de Orde van de Nederlandse Leeuw.
Goudsblom woonde in Amsterdam en was van 1958 tot aan haar overlijden in 2009 getrouwd met Maria Oestreicher.

## Werk
Goudsblom promoveerde in 1960 cum laude op Nihilisme en cultuur, een studie naar de sociale en culturele wortels van het nihilisme. In Balans van de sociologie (1974) gaf hij een kritisch overzicht van sociologische benaderingen en werkte hij de vier vereisten uit waar sociologisch onderzoek volgens hem aan moet voldoen: precisie, systematiek, reikwijdte en relevantie.
Goudsblom las in het begin van zijn studietijd een lovende recensie door Menno ter Braak van Über den Prozeß der Zivilisation (1939) van Norbert Elias, wat hem ertoe aanzette het boek zelf te lezen. Vanaf toen was hij gegrepen door het werk van Elias. Samen met de historicus Maarten Brands haalde hij Elias in 1969 voor een gasthoogleraarschap naar Amsterdam. Dit was het begin van schoolvorming, de uitwerking van een op het werk van Elias gebaseerde benadering in de sociologie, die bekend staat als figuratiesociologie of processociologie. Goudsblom speelde in deze schoolvorming een centrale rol. Velen zijn bij hem op een figuratiesociologisch of civilisatietheoretisch onderwerp gepromoveerd. De samenwerking tussen Elias en Goudsblom werd ook een vriendschap. Elias was van 1984 tot zijn overlijden in 1990 zelfs Goudsbloms bovenbuurman.
Geleidelijk aan breidde Goudsblom de processociologie steeds verder uit tot de studie van ontwikkelingen op de zeer lange termijn. Dat mondde onder meer uit in Vuur en beschaving (1992), waarin hij het begin en de ontwikkeling van de omgang van de mens met vuur vanaf het ontstaan van de mensheid tot nu beschrijft en analyseert. Hierbij maakte hij gretig gebruik van de inzichten uit vele andere wetenschappelijke disciplines.
Goudsblom bleef ook niet-wetenschappelijk werk publiceren. Aforismen, gedichten en korte notities van zijn hand zijn gebundeld in Pasmunt (1958, 1976) en Reserves (1998). In 2016 verscheen Geleerd. Memoires 1932-1968, waarin hij zijn leven tot zijn aanstelling als hoogleraar in 1968 beschrijft. Aan een vervolg hierop is hij niet meer toegekomen.
Bij zijn emeritaat in 1997 werd het liber amicorum Alles verandert. Opstellen voor en over J. Goudsblom uitgebracht. In maart 2022 werd ter nagedachtenis aan Goudsblom een internationale conferentie in Amsterdam gehouden onder de titel Long-term processes in human history: a tribute to Johan Goudsblom. Een selectie van bijdragen aan deze conferentie is in 2023 verschenen als speciaal nummer van het tijdschrift Historical Social Research (vol. 48, no. 1).